# Lower Brailes
Lower Brailes är en by i Warwickshire i England. Byn är belägen 26,2 km 
från Warwick. Orten har 1 020 invånare (2015).